# Heimo Hofmeister
Heimo Hofmeister (* 1940 in Wien) ist ein österreichischer Religionsphilosoph und emeritierter Hochschullehrer der Ruprecht-Karls-Universität Heidelberg.

## Leben
Heimo E. Hofmeister studierte nach Ableistung des Wehrdienstes Philosophie, Germanistik und Geschichte an der Universität Wien. Dort wurde er im Jahr 1965 promoviert. Von 1966 bis 1968 war er wissenschaftlicher Assistent am Philosophischen Seminar der Eberhard-Karls-Universität Tübingen bei Karl Ulmer. Von 1968 bis 1971 war er Assistant Professor der American University in Washington, D.C. Im Jahr 1976 erfolgte die Habilitation im Fach Philosophie an der Universität Wien mit anschließender Professur für Philosophie der Universität Wien bis zum Jahr 1983. In diesem Jahr erhielt er einen Ruf als Ordinarius für Religionsphilosophie an die Ruprecht-Karls-Universität Heidelberg. Hier war er unter anderem Geschäftsführender Direktor des Wissenschaftlich-Theologischen Seminars. Seit 2000 war Hofmeister Professor für Philosophie an der Staatlichen Universität St. Petersburg. Im Jahr 2005 wurde Hofmeister emeritiert.
Hofmeister ist historisch an der Frage nach dem Grund der Einheit des Seienden interessiert.
Hofmeister zählt zu den Schülern des bereits verstorbenen Wiener Psychologen Peter Heintel (1940–2018). Hofmeister steht in der Wiener Tradition der „Philosophia perennis“.

## Werke (Auswahl)
- Über die sittliche Autonomie und ihre Grenzen, 1965, (Dissertation Universität Wien im Fach Philosophie).
- Wahrheit und Glaube. Interpretation und Kritik der sprachanalytischen Theorie der Religion. Oldenburg Wien und München, 1978, (Habilitationsschrift Universität Wien im Fach Philosophie).
- Philosophisch denken. Vandenhoeck & Ruprecht Göttingen, 1997. Philosophisch denken
- als Herausgeber: Der Mensch als Subjekt und Objekt der Medizin. Neukirchener Verlag Neukirchen-Vluyn, 2000. Inhaltsverzeichnis Digitalisat
- Der Wille zum Krieg. Oder die Ohnmacht der Politik, Vandenhoeck & Ruprecht, 2001. Digitalisat
- mit Ivan Mikirtumov (Hrsg.): Krise der lokalen Kulturen und die philosophische Suche nach Identität. Konferenzschrift. Konferenz 2012 in St. Petersburg, Lang Frankfurt am Main 2014.

## Ehrung
- Michael Wladika (Hrsg.): Gedachter Glaube. Festschrift für Heimo Hofmeister, Königshausen&Neumann 2005. Inhaltsverzeichnis Digitalisat